# Catharylla
Catharylla is een geslacht van vlinders van de familie grasmotten (Crambidae).

## Soorten
- C. contiguella Zeller, 1872
- C. interrupta Zeller, 1866
- C. paulella Schaus, 1922
- C. sericina Zeller, 1881
- C. tenellus Zeller, 1839